# Desirae Krawczyk
Pour les articles homonymes, voir Krawczyk.
Desirae Krawczyk, née le 11 janvier 1994 à Palm Desert, est une joueuse de tennis américaine, professionnelle depuis 2016.
À ce jour, elle a remporté 11 titres en double dames sur le circuit WTA. Elle a également gagné 4 titres du Grand Chelem en double mixte.

## Carrière
Issue de l'université de l'Arizona, la Californienne Desirae Krawczyk obtient rapidement de meilleurs résultats en double au point de se spécialiser dans la discipline dès 2017, année où elle remporte cinq titres ITF avec la Chilienne Alexa Guarachi.
En 2018, elle remporte son premier titre WTA en double à Gstaad avec Guarachi.
En 2021, elle réalise un Petit Chelem en double mixte, s'inclinant seulement en demi-finale à l'Open d'Australie avec le Britannique Joe Salisbury avant de remporter les trois autres tournois du Grand Chelem. Associée à nouveau à Joe Salisbury, elle remporte le double mixte à Roland-Garros. Elle gagne ensuite le titre à Wimbledon, associée cette fois au Britannique Neal Skupski. Puis elle s'adjuge le tournoi de l'US Open, de nouveau avec Joe Salisbury.
En 2022, elle remporte pour la deuxième année consécutive, la finale du double mixte de Wimbledon avec Neal Skupski.

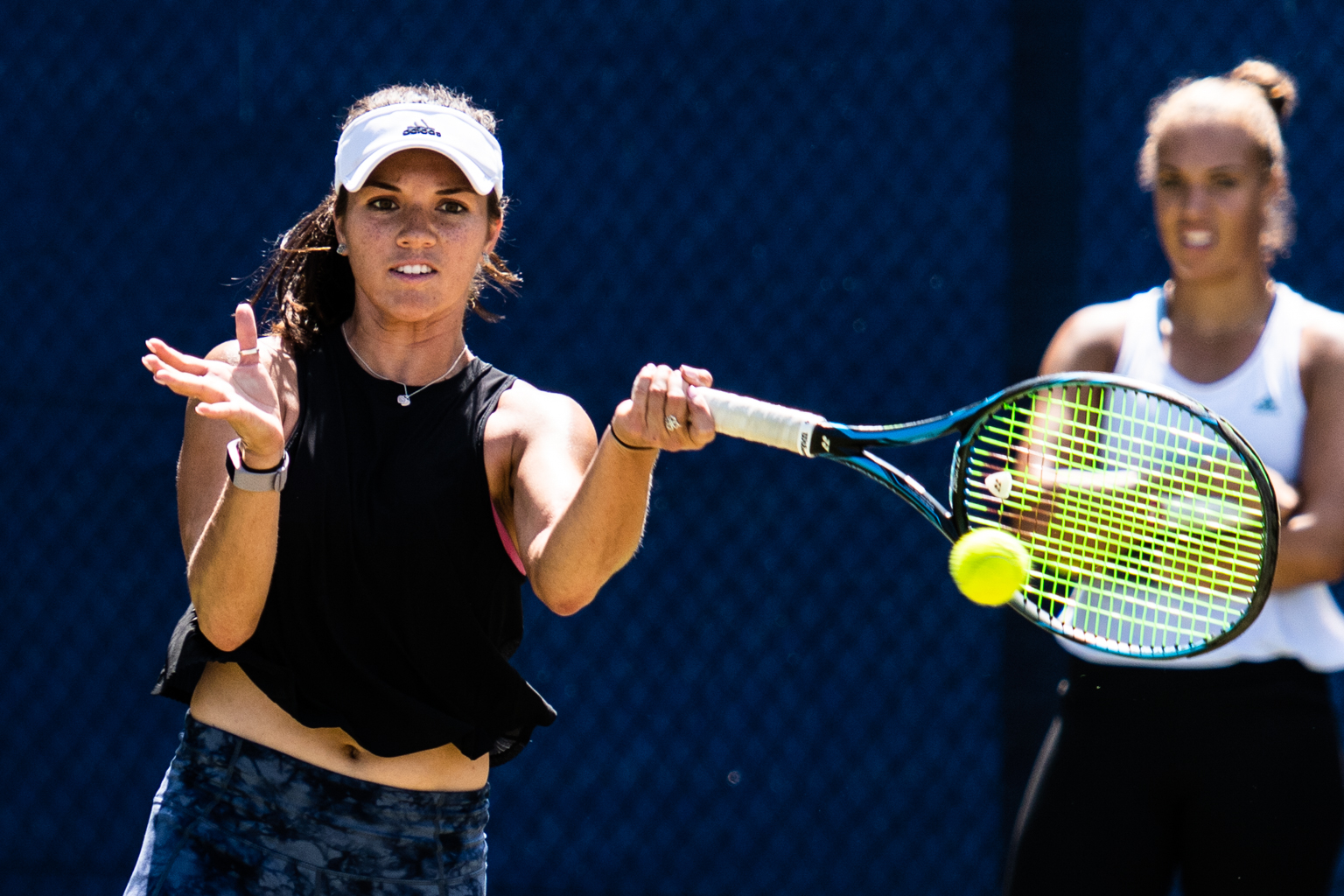
Desirae Krawczyk à Nottingham en 2018.

## Palmarès

### Titres en double dames
| No | Date       | Nom et lieu du tournoi                         | Catégorie | Dotation    | Surface      | Partenaire        | Finalistes                          | Score             |          |
| -- | ---------- | ---------------------------------------------- | --------- | ----------- | ------------ | ----------------- | ----------------------------------- | ----------------- | -------- |
| 1  | 16/07/2018 | Ladies Championship Gstaad                     | Intern'l  | 226 750 $   | Terre (ext.) | Alexa Guarachi    | Lara Arruabarrena Timea Bacsinszky  | 4-6, 6-4, [10-6]  | Parcours |
| 2  | 10-06-2019 | Nature Valley Open Nottingham                  | Intern'l  | 226 750 $   | Gazon (ext.) | Giuliana Olmos    | Ellen Perez Arina Rodionova         | 7-65, 7-5         | Parcours |
| 3  | 24-02-2020 | Abierto Mexicano Acapulco                      | Intern'l  | 251 750 $   | Dur (ext.)   | Giuliana Olmos    | Kateryna Bondarenko Sharon Fichman  | 6-3, 7-65         | Parcours |
| 4  | 08-09-2020 | BNP Paribas Tennis Championship Istanbul       | Intern'l  | 225 500 $   | Terre (ext.) | Alexa Guarachi    | Ellen Perez Storm Sanders           | 6-1, 6-3          | Parcours |
| 5  | 22-02-2021 | Adelaide International Adélaïde                | WTA 500   | 535 530 $   | Dur (ext.)   | Alexa Guarachi    | Hayley Carter Luisa Stefani         | 6-74, 6-4, [10-3] | Parcours |
| 6  | 23-05-2021 | Internationaux de Strasbourg Strasbourg        | WTA 250   | 235 238 $   | Terre (ext.) | Alexa Guarachi    | Makoto Ninomiya Yang Zhaoxuan       | 6-2, 6-3          | Parcours |
| 7  | 18-04-2022 | Porsche Tennis Grand Prix Stuttgart            | WTA 500   | 757 900 $   | Terre (int.) | Demi Schuurs      | Coco Gauff Zhang Shuai              | 6-3, 6-4          | Parcours |
| 8  | 03-04-2023 | Credit One Charleston Open Charleston          | WTA 500   | 780 637 $   | Terre (ext.) | Danielle Collins  | Giuliana Olmos Ena Shibahara        | 0-6, 6-4, [14-12] | Parcours |
| 9  | 17-04-2023 | Porsche Tennis Grand Prix Stuttgart            | WTA 500   | 780 637 $   | Terre (int.) | Demi Schuurs      | N. Melichar-Martinez Giuliana Olmos | 6-4, 6-1          | Parcours |
| 10 | 26-06-2023 | Rothesay International Eastbourne              | WTA 500   | 780 637 $   | Gazon (ext.) | Demi Schuurs      | N. Melichar-Martinez Ellen Perez    | 6-2, 6-4          | Parcours |
| 11 | 06-08-2024 | National Bank Open Presented by Rogers Toronto | WTA 1000  | 3 211 715 $ | Dur (ext.)   | Caroline Dolehide | Gabriela Dabrowski Erin Routliffe   | 7-62, 3-6, [10-7] | Parcours |
| 12 | 27-01-2025 | Singapore Open Singapour                       | WTA 250   | 275 094 $   | Dur (int.)   | Giuliana Olmos    | Wang Xinyu Zheng Saisai             | 7-5, 6-0          | Parcours |

### Finales en double dames
| No | Date       | Nom et lieu du tournoi                            | Catégorie | Dotation     | Surface      | Vainqueures                       | Partenaire            | Score             |          |
| -- | ---------- | ------------------------------------------------- | --------- | ------------ | ------------ | --------------------------------- | --------------------- | ----------------- | -------- |
| 1  | 02-04-2018 | Abierto GNP Seguros Monterrey                     | Intern'l  | 250 000 $    | Dur (ext.)   | Naomi Broady Sara Sorribes Tormo  | Giuliana Olmos        | 6-3, 4-6, [8-10]  | Parcours |
| 2  | 25-02-2019 | Abierto Mexicano Acapulco                         | Intern'l  | 226 750 $    | Dur (ext.)   | Victoria Azarenka Zheng Saisai    | Giuliana Olmos        | 6-1, 6-2          | Parcours |
| 3  | 27-09-2020 | Roland-Garros Paris                               | G. Chelem | 23 029 029 € | Terre (ext.) | Tímea Babos Kristina Mladenovic   | Alexa Guarachi        | 6-4, 7-5          | Parcours |
| 4  | 08-03-2021 | Abierto Zapopan 2021 Zapopan                      | WTA 250   | 235 238 $    | Dur (ext.)   | Ellen Perez Astra Sharma          | Giuliana Olmos        | 6-4, 6-4          | Parcours |
| 5  | 19-04-2021 | Porsche Tennis Grand Prix Stuttgart               | WTA 500   | 565 530 $    | Terre (int.) | Ashleigh Barty Jennifer Brady     | Bethanie Mattek-Sands | 6-4, 5-7, [10-5]  | Parcours |
| 6  | 28-04-2022 | Mutua Madrid Open Madrid                          | WTA 1000  | 6 575 560 $  | Terre (ext.) | Gabriela Dabrowski Giuliana Olmos | Demi Schuurs          | 7-61, 5-7, [10-7] | Parcours |
| 7  | 21-05-2023 | Internationaux de Strasbourg Strasbourg           | WTA 250   | 259 303 $    | Terre (ext.) | Xu Yifan Yang Zhaoxuan            | Giuliana Olmos        | 6-3, 6-2          | Parcours |
| 8  | 07-08-2023 | Omnium National Bank Presented by Rogers Montréal | WTA 1000  | 2 788 468 $  | Dur (ext.)   | Shuko Aoyama Ena Shibahara        | Demi Schuurs          | 6-4, 4-6, [13-11] | Parcours |
| 9  | 11-02-2024 | Qatar TotalEnergies Open Doha                     | WTA 1000  | 3 211 715 $  | Dur (ext.)   | Demi Schuurs Luisa Stefani        | Caroline Dolehide     | 6-4, 6-2          | Parcours |
| 10 | 26-02-2024 | San Diego Open San Diego                          | WTA 500   | 922 573 $    | Dur (ext.)   | N. Melichar-Martinez Ellen Perez  | Jessica Pegula        | 6-1, 6-2          | Parcours |
| 11 | 31-03-2025 | Credit One Charleston Open Charleston             | WTA 500   | 1 064 510 $  | Terre (ext.) | Jeļena Ostapenko Erin Routliffe   | Caroline Dolehide     | 6-4, 6-2          | Parcours |

### Titres en double mixte
| No | Date       | Nom et lieu du tournoi      | Catégorie | Dotation     | Surface      | Partenaire    | Finalistes                     | Score            |          |
| -- | ---------- | --------------------------- | --------- | ------------ | ------------ | ------------- | ------------------------------ | ---------------- | -------- |
| 1  | 30-05-2021 | Roland-Garros Paris         | G. Chelem | 395000€ $    | Terre (ext.) | Joe Salisbury | Elena Vesnina Aslan Karatsev   | 2-6, 6-4, [10-5] | Parcours |
| 2  | 28-06-2021 | The Championships Wimbledon | G. Chelem | 35 016 000 $ | Gazon (ext.) | Neal Skupski  | Harriet Dart Joe Salisbury     | 6-2, 7-6         | Parcours |
| 3  | 30-08-2021 | US Open New York            | G. Chelem | 57 462 000 $ | Dur (ext.)   | Joe Salisbury | Giuliana Olmos Marcelo Arévalo | 7-5, 6-2         | Parcours |
| 4  | 27-06-2022 | The Championships Wimbledon | G. Chelem | 38 900 000 £ | Gazon (ext.) | Neal Skupski  | Samantha Stosur Matthew Ebden  | 6-4, 6-3         | Parcours |

### Finales en double mixte
| No | Date       | Nom et lieu du tournoi    | Catégorie | Dotation    | Surface      | Vainqueures                            | Partenaire   | Score             |          |
| -- | ---------- | ------------------------- | --------- | ----------- | ------------ | -------------------------------------- | ------------ | ----------------- | -------- |
| 1  | 19-01-2024 | Australian Open Melbourne | G. Chelem | 681 600 AU$ | Dur (ext.)   | Hsieh Su-wei Jan Zieliński             | Neal Skupski | 65-7, 6-4, [11-9] | Parcours |
| 2  | 29-05-2024 | Roland-Garros Paris       | G. Chelem | 475 000 €   | Terre (ext.) | Édouard Roger-Vasselin Laura Siegemund | Neal Skupski | 6-4, 7-5          | Parcours |

### Finale en double en WTA 125
| No | Date       | Nom et lieu du tournoi           | Catégorie | Dotation  | Surface    | Vainqueures                   | Partenaire     | Score            |          |
| -- | ---------- | -------------------------------- | --------- | --------- | ---------- | ----------------------------- | -------------- | ---------------- | -------- |
| 1  | 12-11-2018 | Oracle Challenger Series Houston | WTA 125   | 140 000 $ | Dur (ext.) | Maegan Manasse Jessica Pegula | Giuliana Olmos | 1-6, 6-4, [10-8] | Parcours |

## Parcours en Grand Chelem

### En simple dames
N'a jamais participé à un tableau final.

### En double dames
| Année | Open d'Australie                                                                      | Open d'Australie                                                                      | Internationaux de France                                                              | Internationaux de France                                                               | Wimbledon | Wimbledon                                                                              | US Open                                                                            | US Open |
| ----- | ------------------------------------------------------------------------------------- | ------------------------------------------------------------------------------------- | ------------------------------------------------------------------------------------- | -------------------------------------------------------------------------------------- | --------- | -------------------------------------------------------------------------------------- | ---------------------------------------------------------------------------------- | ------- |
| 2018  | —                                                                                     | —                                                                                     | —                                                                                     | —                                                                                      | —         | —                                                                                      | 2e tour (1/16) M. Adamczak \|\| style="text-align:left;" \| A. Barty C. Vandeweghe |         |
| 2019  | 1/8 de finale N. Hibino \|\| style="text-align:left;" \| B. Strýcová M. Vondroušová   | 1/8 de finale J. Pegula \|\| style="text-align:left;" \| E. Mertens A. Sabalenka      | 2e tour (1/16) G. Olmos \|\| style="text-align:left;" \| N. Melichar K. Peschke       | 1er tour (1/32) J. Pegula \|\| style="text-align:left;" \| C. Dolehide V. King         |           |                                                                                        |                                                                                    |         |
| 2020  | 2e tour (1/16) J. Pegula \|\| style="text-align:left;" \| S. Kenin B. Mattek-Sands    | Finale A. Guarachi                                                                    | T. Babos K. Mladenovic                                                                | Annulé                                                                                 | Annulé    | 1er tour (1/16) A. Guarachi \|\| style="text-align:left;" \| L. Siegemund V. Zvonareva |                                                                                    |         |
| 2021  | 1/8 de finale A. Guarachi \|\| style="text-align:left;" \| C. Gauff C. McNally        | 1er tour (1/32) A. Guarachi \|\| style="text-align:left;" \| M. Linette B. Pera       | 1er tour (1/32) A. Guarachi \|\| style="text-align:left;" \| B. Mattek-Sands S. Mirza | 1/2 finale A. Guarachi \|\| style="text-align:left;" \| S. Stosur Zhang S.             |           |                                                                                        |                                                                                    |         |
| 2022  | 1/8 de finale D. Collins \|\| style="text-align:left;" \| B. Krejčíková K. Siniaková  | 2e tour (1/16) D. Schuurs \|\| style="text-align:left;" \| M. Zanevska K. Zimmermann  | 1/2 finale D. Collins \|\| style="text-align:left;" \| E. Mertens Zhang S.            | 1/4 de finale D. Schuurs \|\| style="text-align:left;" \| C. McNally T. Townsend       |           |                                                                                        |                                                                                    |         |
| 2023  | 1/4 de finale D. Schuurs \|\| style="text-align:left;" \| B. Krejčíková K. Siniaková  | 1/8 de finale D. Schuurs \|\| style="text-align:left;" \| Hsieh S.-w. Wang Xn.        | 2e tour (1/16) D. Schuurs \|\| style="text-align:left;" \| A. Bondár G. Minnen        | 2e tour (1/16) D. Schuurs \|\| Forfait                                                 |           |                                                                                        |                                                                                    |         |
| 2024  | 1/8 de finale E. Shibahara \|\| style="text-align:left;" \| D. Schuurs L. Stefani     | 1/2 finale C. Dolehide \|\| style="text-align:left;" \| K. Siniaková C. Gauff         | 1/2 finale C. Dolehide \|\| style="text-align:left;" \| G. Dabrowski E. Routliffe     | 2e tour (1/16) C. Dolehide \|\| style="text-align:left;" \| A. Danilina I. Khromacheva |           |                                                                                        |                                                                                    |         |
| 2025  | 1er tour (1/32) D. Collins \|\| style="text-align:left;" \| G. Dabrowski E. Routliffe | 1er tour (1/32) C. Dolehide \|\| style="text-align:left;" \| O. Danilović A. Potapova | 1/2 finale O. Gadecki \|\| style="text-align:left;" \| V. Kudermetova E. Mertens      |                                                                                        |           |                                                                                        |                                                                                    |         |

N.B. : le nom de la partenaire se trouve sous le résultat ; le nom des ultimes adversaires se trouve à droite.

### En double mixte
| Année | Open d'Australie                                                                     | Open d'Australie                                                                    | Internationaux de France                                                      | Internationaux de France       | Wimbledon                                                                        | Wimbledon                                                                               | US Open             | US Open |
| ----- | ------------------------------------------------------------------------------------ | ----------------------------------------------------------------------------------- | ----------------------------------------------------------------------------- | ------------------------------ | -------------------------------------------------------------------------------- | --------------------------------------------------------------------------------------- | ------------------- | ------- |
| 2019  | —                                                                                    | —                                                                                   | —                                                                             | —                              | 1er tour (1/32) N. Kyrgios \|\| style="text-align:left;" \| J. Brady M. Daniell  | 2e tour (1/8) J. Salisbury \|\| style="text-align:left;" \| Chan H.-c. M. Venus         |                     |         |
| 2020  | 1er tour (1/16) J. Salisbury \|\| style="text-align:left;" \| Hsieh S.-w. N. Skupski | Annulé                                                                              | Annulé                                                                        | Annulé                         | Annulé                                                                           | Annulé                                                                                  | Annulé              |         |
| 2021  | 1/2 finale J. Salisbury \|\| style="text-align:left;" \| S. Stosur M. Ebden          | Victoire J. Salisbury                                                               | E. Vesnina A. Karatsev                                                        | Victoire N. Skupski            | H. Dart J. Salisbury                                                             | Victoire J. Salisbury                                                                   | G. Olmos M. Arévalo |         |
| 2022  | 1er tour (1/16) J. Salisbury \|\| style="text-align:left;" \| G. Olmos M. Arévalo    | 1/4 de finale N. Skupski \|\| style="text-align:left;" \| U. Eikeri J. Vliegen      | Victoire N. Skupski                                                           | S. Stosur M. Ebden             | 2e tour (1/8) N. Skupski \|\| style="text-align:left;" \| C. McNally W. Blumberg |                                                                                         |                     |         |
| 2023  | 1/2 finale N. Skupski \|\| style="text-align:left;" \| S. Mirza R. Bopanna           | 1er tour (1/16) J. Salisbury \|\| style="text-align:left;" \| T. Townsend J. Murray | 1er tour (1/16) N. Skupski \|\| style="text-align:left;" \| Xu Y. J. Vliegen  | —                              | —                                                                                |                                                                                         |                     |         |
| 2024  | Finale N. Skupski                                                                    | Hsieh S.-w. J. Zieliński                                                            | Finale N. Skupski                                                             | L. Siegemund E. Roger-Vasselin | 1/4 de finale N. Skupski \|\| style="text-align:left;" \| E. Routliffe M. Venus  | 1er tour (1/16) N. Skupski \|\| style="text-align:left;" \| A. Krueger T.S. Kwiatkowski |                     |         |
| 2025  | 1er tour (1/16) N. Skupski \|\| style="text-align:left;" \| T. Babos M. Arévalo      | 1/2 finale N. Skupski \|\| style="text-align:left;" \| T. Townsend E. King          | 1/4 de finale N. Skupski \|\| style="text-align:left;" \| Zhang S. M. Arévalo | —                              | —                                                                                |                                                                                         |                     |         |

N.B. : le nom du partenaire se trouve sous le résultat ; le nom des ultimes adversaires se trouve à droite.

## Parcours aux Masters

### En double dames
| # | Date       | Nom de l'édition       | ($)       | Surface    | Résultat    | Partenaire     | Ultimes adversaires                | Score    |          |
| - | ---------- | ---------------------- | --------- | ---------- | ----------- | -------------- | ---------------------------------- | -------- | -------- |
| 1 | 10/11/2021 | WTA Finals Guadalajara | 5 000 000 | Dur (int.) | Round Robin | Alexa Guarachi |                                    |          | Parcours |
| 2 | 31/10/2022 | WTA Finals Fort Worth  | 5 000 000 | Dur (int.) | 1/2 finale  | Demi Schuurs   | Veronika Kudermetova Elise Mertens | 6-1, 6-1 | Parcours |

## Parcours aux Jeux olympiques

### En double dames
| # | Date       | Nom de l'olympiade         | Surface             | Résultat      | Partenaire       | Ultimes adversaires               | Score            |          |
| - | ---------- | -------------------------- | ------------------- | ------------- | ---------------- | --------------------------------- | ---------------- | -------- |
| 1 | 31/07/2024 | Olympic Tennis Event Paris | Terre battue (ext.) | 2e tour (1/8) | Danielle Collins | Lyudmyla Kichenok Nadiia Kichenok | 3-6, 6-4, [10-7] | Parcours |

## Classements WTA en fin de saison
| Année          | 2016 | 2017 | 2018 | 2019 | 2020 | 2021 | 2022 | 2023 | 2024 |
| Rang en simple | –    | 769  | –    | –    | –    | 893  | –    | –    | –    |
| Rang en double | 705  | 143  | 67   | 36   | 25   | 17   | 16   | 16   | 11   |

Source : (en) Classements de Desirae Krawczyk sur le site officiel de la Fédération internationale de tennis